# Ханиф Карим
Ханиф Кари́м (баш. Хәниф Кәрим, настоящее имя Ханиф Каримович Кари́мов, баш. Хәниф Кәрим улы Кәримов; 1910—1983) — башкирский советский писатель, поэт, редактор. Заслуженный работник культуры Башкирской АССР (1970).

## Биография
Родился 25 июля 1910 года в селе Верхние Киги Златоустовского уезда Уфимской губернии (ныне Кигинского района Башкортостана). По национальности татарин.
Учился в Уфимском институте народного образования (ныне Уфимский университет науки и технологий).
В 1931—1932 гг. являлся ответственным секретарём и заместителем редактора редакции газеты «Ленинсы» и «Молодой коммунар» (ныне «Йэшлек» и «Молодёжная газета»).
С 1932 года — член КПСС.
В 1932—1934 гг. служил в частях Красной Армии.
В 1938 году окончил Башкирский государственный педагогический институт К. А. Тимирязева (ныне Уфимский университет науки и технологий).
В 1941—1945 гг. участвовал в Великой Отечественной войне.
В 1946—1959 гг. являлся ответственным секретарём Союза писателей Башкирской АССР.
Умер 26 августа 1983 года. Похоронен в Уфе на Мусульманском кладбище, где на его могиле был воздвигнут гранитный памятник.

## Творчество
Начал печататься с 1930 года. Первый сборник стихов «Песня сторожевого» («Һаҡсы йыры») вышла в 1934 году. В 1936 году была издана вторая книга поэта — «Торжество» («Тантана»).
В сборнике стихов «Солнечная страна» («Ҡояшлы ил», 1939), а также в поэмах «Девушка» («Ҡыҙ», 1935), «Деревня» («Ауыл», 1940) Ханиф Карим описал жизнь башкирского народа в 30-е годы XX века.
В книгах стихов и поэм «Стихи и поэмы» (1944) и «Светлая звезда» (1949) основным направлением творчества являлось воспевание радости возвращения солдата освободителя на Родину к мирному труду.
Занимался литературными переводами на башкирский язык произведений А. С. Пушкина, М. Ю. Лермонтова, А. Мицкевича, В. В. Маяковского, Т. Г. Шевченко и других.
Повесть «Гнездо беркута» до сих пор остаётся одним из неопубликованных произведений Ханифа Карима.

## Награды и звания
- Орден Трудового Красного Знамени (08.06.1955)
- Орден Дружбы народов
- Орден Красной Звезды (31.05.1942)[2]
- Медаль «За оборону Москвы» (01.05.1944)[4]
- Заслуженный работник культуры Башкирской АССР (1970)

## Память
- На доме № 65а по улице Ленина города Уфы в честь поэта установлена мемориальная доска.
- Одна из улиц села Верхние Киги носит имя Ханифа Карима.